# أشبور متوج شمالي
أشبور متوج شمالي (الاسم العلمي Caracara cheriway)، طائر جارح من الأشبور وفصيلة الصقرية. متوسط القد، طوله يراوح من 49 إلى 58 سم.ثوبه إلى الصهبة يعلوها توشيم أبيض وخطوط معترضة تميل إلى الغبرة. يحمل على رأسه قنبرة صغيرة سوداء اللون. موطنه البلاد الأمريكية يثكر وجوده في المناطق الوسطى والجنوبية.